# Trüberbrook
Trüberbrook ist ein Videospiel des deutschen Produktionsunternehmens bildundtonfabrik. Das Adventure spielt in den 1960er-Jahren im namensgebenden fiktiven deutschen Dorf Trüberbrook. Das Spiel wurde erstmals im März 2019 als Download veröffentlicht. Besondere Aufmerksamkeit fand die Presse für den aufwendigen Grafik-Stil, der mit Photogrammetrie ermöglicht wurde.
Trüberbrook gewann den Deutschen Computerspielpreis 2019 in den Kategorien „Beste Inszenierung“ und „Bestes Deutsches Spiel“.

## Handlung
Hauptfigur ist der junge, US-amerikanische Physikdoktorand Hans Tannhauser, der anscheinend in einem Preisausschreiben eine Reise nach Westdeutschland in das ländliche, abgelegene Dorf Trüberbrook gewonnen hat. Tannhauser folgt der Einladung in die idyllische Gegend. Der Diebstahl seiner Abhandlungen in Quantenphysik aus seiner Unterkunft im Gasthaus Waldeslust wird zum Beginn eines Abenteuers verbunden mit der Aufgabe, die Welt zu retten. In Trüberbrook lernt Tannhauser die Paläoanthropologin Gretchen Lemke kennen, die ihn bei dieser Aufgabe begleitet.

## Produktionsnotizen
Das Spiel wurde von bildundtonfabrik in der eigens dafür eingerichteten Niederlassung in Berlin entwickelt. Autor, Regisseur und Schöpfer der Spielwelt ist der Designer Florian Köhne. Publisher ist das Dürener Label Headup Games. Die Arbeiten an dem Videospiel begannen 2015. Als Testlauf für die Entwicklung eines Adventure-Spiels wurden die Spiele Game Royale – Jäger der verlorenen Glatze und Game Royale – The Secret of Jannis Island entwickelt und als Begleitmaterial zur Fernsehsendung Neo Magazin Royale veröffentlicht.
Finanziert wurde die Entwicklung des Spiels über Querfinanzierung durch Erlöse aus den Fernseh- und Videoproduktionen, durch eine Förderung des Medienboard Berlin-Brandenburg in Höhe von 80.000 €  und über eine Kickstarter-Kampagne. Die unter anderem von Ron Gilbert prominent unterstützte Kampagne wurde am 14. November 2017 gestartet und erreichte ihr Ziel von 80.000 € bereits am folgenden Tag. Sie endete nach 30 Tagen bei einem Stand von knapp 200.000 €, womit Trüberbrook das erfolgreichste Crowdfunding-Spiel aus Deutschland im Jahr 2017 wurde.
Sprecher der Spielfiguren sind unter anderem Justin Beard, Nora Tschirner, Dirk von Lowtzow und Jan Böhmermann. Diese übernahmen neben ihrer deutschen Sprechrolle auch ihren jeweiligen englischsprachigen Part, um den Dorfbewohnern in der internationalen Spielfassung einen authentischen deutschen Akzent zu verleihen. Der Sprecher Pat Murphy verlieh als Einziger gleich vier verschiedenen Figuren seine Stimme.
Ein großer Aufwand bei der Entwicklung floss in die Gestaltung der Kulissen des Spiels. Diese wurden zunächst als physische Modelle aufgebaut, dann mit unterschiedlichen Dekorationen und Lichtstimmungen mittels Photogrammetrie als 3D-Daten digitalisiert und letztlich am Computer nachbearbeitet. Umgesetzt wurde das Videospiel mit der Engine Unity 3D.
Eine erste spielbare Demo-Version von Trüberbrook wurde im Rahmen der Gamescom 2018 in Köln vorgestellt. Die 100 Vorbesteller der Early-Access-Version erhielten am 2. März 2019 auf Steam Zugriff auf eine Vorabfassung des Spiels. Am 12. März 2019 wurde das Spiel über Steam und GOG für PC-Spieler veröffentlicht. In den physischen Verkauf in der D-A-CH-Region ging die PC-Version am 14. März 2019. Am 17. und 18. April 2019 begannen der digitale und der weltweite physische Verkauf der Konsolen-Version.

## Rezeption
In den ersten Kritiken zum Spiel wurde vor allem der aufwändige Look gelobt. Negativ fiel den Testern hingegen auf, dass die Rätsel oft sehr leicht sind und auch die Spieldauer eher kurz sei. Das Setting und die Geschichte kamen bei Kritikern unterschiedlich gut an. Manche lobten die SciFi-Geschichte, andere fanden die Dialoge einfallslos. Es erinnere an Twin Peaks.
In der Fachzeitschrift GameStar erhielt das Spiel eine Wertung von 83 % und eine Auszeichnung für die gelungene Präsentation, Computer Bild Spiele bewertete Trüberbrook mit der Testnote 2,0 (gut).
Trüberbrook wurde in insgesamt 4 Kategorien für den Deutschen Computerspielpreis 2019 nominiert: Bestes Deutsches Spiel, Bestes Jugendspiel, Beste Inszenierung sowie Beste Innovation. Das Spiel gewann den Preis in den Kategorien „Bestes Deutsches Spiel“ und „Beste Inszenierung“.
Im Rahmen des 26. Internationalen Trickfilm-Festival Stuttgart wurde Trüberbrook mit dem „Animated Games Award“ für die beste visuelle Gestaltung und Ästhetik ausgezeichnet. Zudem wurde das Spiel in sechs Kategorien für den Deutschen Entwicklerpreis 2019 nominiert.